# Kamizono Kazuaki
Kazuaki Kamizono (sinh ngày 28 tháng 11 năm 1981) là một cầu thủ bóng đá người Nhật Bản.

## Sự nghiệp câu lạc bộ
Kazuaki Kamizono đã từng chơi cho Mito HollyHock và Kataller Toyama.